# Saint-Saturnin-de-Lenne
 Saint-Saturnin-de-Lenne  là một xã ở tỉnh Aveyron, thuộc vùng Occitanie ở miền nam nước Pháp.